# Cucullia hartigi
Cucullia hartigi är en fjärilsart som beskrevs av Ronkay 1987. Cucullia hartigi ingår i släktet Cucullia och familjen nattflyn. Inga underarter finns listade i Catalogue of Life.